# محمد حسن دبوق
محمد حسن دبوق كان صحفي لبناني كندي معتمد في قناة المنار في لبنان. يدعى أنه تلقى تدريب استخباراتي في معسكرات إيرانية إلى جانب حرس الثورة الإسلامية واستخدم وثائق تفويضه لتصوير أهداف حزب الله قبل الهجمات وأثناءها [ومناقشتها] واستخدم اللقطات لإنشاء «مقاطع فيديو دعائية» التي يعود الفضل إليه.

## الحياة في كندا
بعد الهجرة إلى فانكوفر بزعم أنه لاجئ في عام 1998 ادعى دبوق أنه كان يدير فرع حزب الله في المدينة لمدة تسعة أشهر وجمع 1،300،000 دولار من خلال بطاقات الائتمان والعمليات المصرفية وإنفاق الأموال على المعدات العسكرية في وقت لاحق وتهريبه مرة أخرى إلى لبنان بمساعدة صهره أدهم أمهاز.
أبلغ مدير المشتريات الحاج حسان اللقيس وكان مسؤولا عن شحن أجهزة الرؤية الليلية وأنظمة التموضع العالمي وصعاقات وقاطعات نيتروجين ومقدر مسافات ليزري لحزب الله. كما سعت خليته إلى الحصول على وثائق تأمين على الحياة للمسلحين اللبنانيين.
يعتقد أن زميله عماد مغنية على أساس الفاكس الذي اعترضته السلطات الكندية كان موضوع اتصال من قبل جهاز المخابرات الأمنية الكندية الذي سجل له يتحدث إلى زميل يدعى سعيد من جنوب لبنان الذي قد يذهب إلى «المشي» قريبا وألا يعود أبدا وما إذا كان سعيد يمكن أن تكون بمثابة مرجع للحصول عليه بعض الأوراق اللازمة السفر والوثائق.
تم توجيه الاتهام إليه لكنه يعتقد أنه هرب إلى لبنان. بعد رحلته اصطحب صديق الطفولة سعيد حرب رفيق يصل إلى فانكوفر من منزلهم في كارولينا الشمالية وقام بعدد من المشتريات من المعدات العسكرية تحت إشراف دبوق.